# Цислајтанија
Земље аустријског Царевинског већа, познате под колоквијалним називом Цислајтанска Аустрија или само Цислајтанија, представљале су у периоду од 1867. до 1918. године специфичан државни ентитет, састављен од земља, односно круновина које су чиниле аустријску половину Aустроугарске монархије, док су другу (угарску) половину чиниле Земље круне Светог Стефана.
Након распада Аустроугарске (1918), дотадашње земље њеног аустријског дела ушле су у састав разних држава-наследница, а данас се налазе у саставу Аустрије, Чешке, Пољске, Украјине, Румуније, Италије, Словеније, Хрватске и Црне Горе.

## Назив
Током целокупног периода постојања Аустроугарске монархије, њен аустријски део није имао стандардизовани назив, већ је означаван уз употребу разних описних израза, као што су:
- Краљевине и земље заступљене у Царевинском већу, што је био најчешће употребљавани, али не и једини службени описни назив у правним актима
- Аустријска царевина са ове стране Лајте, односно Цислајтанска Аустрија или само Цислајтанија, у значењу: земље које се (посматрао из престоног града Беча) налазе са ове стране Лајте, реке која је текла дуж границе између два дела Аустроугарске монархије.
- Аустријска царевина у ужем смислу, за разлику од претходне, односно шире Аустријске царевине, која је у унитарном облику постојала до 1867. године

## Историја
Увођењем дуализма путем склапања аустро-угарске нагодбе (1867), дотадашња унитарна Аустријска царевина преуређена је у Аустроугарску монархију, састављену од два дела, аустријског и угарског. Врховно представничко тело аустријског дела државе било је Царевинско веће, састављено од изабраних посланика из свих земаља које су остале у цислајтанском делу двојне монархије. Извршна власт припадала је влади коју је именовао аустријски цар.
Политички живот је био обележен чесим превирањима. Бирачко право је било ограничено на мушкарце, са прописаним имовинским цензусом. Унутрашњом политиком су доминирале странке аустријских Немаца. Извесан утицај имале су и политичке организације Чеха, Пољака и Јевреја, док су интереси мањих народа (Словенци, галички Русини, буковински Румуни, истарски и далматински Хрвати, далматински и бокељски Срби) били знатно слабије заступљени. Национално питање се сматрало нерешеним, што је био један од основних узрока политичке нестабилности. Политичке елите су спорводиле конзерватвну сталешку политику, што је у већим градским срединама довело до успона социјалдемократског покрета.

## Круновине у Цислајтанији
Аустријски део Аустроугарске монархије чиниле су следеће круновине:
- Надвојводство Аустрија (Горња и Доња)
- Краљевина Бохемија (ужа Чешка)
- Војводство Буковина
- Краљевина Галиција и Лодомерија
- Краљевина Далмација (са Дубровником и Боком которском)
- Војводство Корушка
- Велико Војводство Краков
- Војводство Крањска
- Маркгрофовија Моравска
- Аустријско приморје (Горица и Градишка, Трст, Истра)
- Војводство Салцбург
- Грофовија Тирол (са Форарлбергом)
- Војводство Шлеска (Горња и Доња)
- Војводство Штајерска

## Срби у Цислајтанији
У границама аустријског дела Аустроугарске монархије живео је значајан део српског народа, што се у првом реду односило на Србе староседеоце у Боки которској, Дубровачком приморју и осталим деловима аустријске Далмације, као и на Србе у Белој крајини и Аустријском приморју (првенствено Перој, Пула и Трст), док су мање српске заједнице живеле и у неким већим градовима као што су Беч, Грац и Праг. У поменутим областима и местима живели су не само православни Срби (који су чинили већину народа), већ и њихови сународници - католички Срби.